# Thomas Sandby
Thomas Sandby, född 1721 i Nottingham 1721, död 25 juni 1798 i Windsor (Windsor Great Park), var brittisk konstnär, kartograf och arkitekt. Sandby var tillsammans med sin bror, Paul Sandby, en av de ursprungliga medlemmarna av Royal Academy.
I början av sin karriär var han verksam som topografisk ritare och deltog i olika park-, och landskapsprojekt. Bland annat skapandet av Virginia Water, en trädgård som innehöll den då största konstgjorda sjön i Storbritannien. Han målade också landskapsmålningar med vattenfärg. Han flyttade till London 1752 och engagerade sig i konstlivet där, och deltog i skapandet av Royal Academy 1768, där han också blev professor i arkitektur. Under tiden som professor skrev han och gav sex föreläsningar i arkitektur för sina studenter. I föreläsningarna fanns inspiration från arkitekterna Robert Morris och William Chambers, filosofen Edmund Burke och trädgårdsskaparen Thomas Whately.
Hans mest betydande arkitektoniska verk var Freemasons’ Hall i London uppfört 1775-76 och rivet 1932.